# 柏木昭男
柏木 昭男（かしわぎ あきお、1937年 - 1992年1月3日）は「The Warrior(戦士)」又は「Whale(鯨)」の呼び名で知られる、東京に拠点を置いた不動産投資家である。ラスベガスとアトランティックシティのカジノにて莫大な金銭をギャンブルに費やしたことで知られている。

## 来歴
1937年、山梨県富士吉田市で、宮大工である父の下に生まれる。中学卒業後は農業や富士山の強力などの職業に就いたのち、1969年に不動産業・貸金業の「柏木商事」を設立する。
柏木の経営手法は、カジノに連れていかれ、「カネがないならいくらでも貸すぞ」と迫り、借りたら最後、土地を取られてしまうという強引かつ暴力的なものであり、周囲の評判は決して良くなかった。

### ギャンブル
柏木がカジノに通い始めたのは1980年代からと言われている。
1990年1月、ダーウィンのカジノにおいて、バカラで約29億円を稼ぎ、ギャンブル界でも一躍有名な存在となった。
柏木は自らの財政状態について秘密主義を貫いていたので、カジノ関係者の信用調査においてはその職業は「ビジネス」とされていた。

### ドナルド・トランプとの対決
1990年2月、ドナルド・トランプの誘いを受け、アトランティックシティのトランププラザホテルアンドカジノ（英語: Trump Plaza Hotel and Casino）にてバカラのテーブルにつき、600万ドルの収益を得た。これの敗戦によりトランプ・プラザは資金難に陥ることとなった。
1990年5月、トランプからの再戦の誘いを受け、再度バカラに参加し、一旦は925万ドルの収益を得たが、最終的に1000万ドルを失うこととなった。
このゲームにおいては、柏木が1000万ドルを失った時点でトランプよりゲーム中止の申し入れがあったものとされる。
この敗戦以降、柏木は負け続け、北米やアジア太平洋地区のカジノに頻繁に出入りし、負けた分を取り戻そうと試みたと言われている。
柏木はリベンジを考えていたようであり、「ニュース・エクストラ」（1990年11月6日号）は、「これはトランプの勝算と私の運の勝負だが、私が勝つよ。なぜなら私の心は純粋できれいだからね。トランプはいままでに悪いことをしすぎている」と発言していたと報じた。

### 殺害事件
1992年1月3日、河口湖を望む山梨県の自宅にて首や胸など十数カ所を刺された状態で発見された。この殺人事件について犯人は見つからず、2007年1月に時効となった。
死亡した時点で、バカラに起因する借金の総額は900万ドルに達していたと言われており、柏木の無残な死は、見せしめのための殺人の可能性が高いとも言われている。

## 映画「カジノ」
映画「カジノ」に登場する日本人ギャンブラーK・K・イチカワは柏木がモデルである。アメリカで有名となった料理人「ノブ・マツヒサ」こと松久信幸が映画の中でこの「イチカワ」を演じている。

## 参照
- 未解決事件
- ギャンブル